# Municipio de Vétovo
El municipio de Vétovo (búlgaro: Община Ветово) es un municipio búlgaro perteneciente a la provincia de Ruse.
En 2011 tiene 12 450 habitantes, el 48,55% turcos, el 25,26% búlgaros y el 14,01% gitanos. La tercera parte de la población del municipio vive en la capital municipal Vétovo.
Se ubica en el este de la provincia y su limita con la provincia de Razgrad. Por el oeste del término municipal pasa la carretera 2 que une Razgrad con Ruse.

## Localidades
| Localidad  | Cirílico   | Población (diciembre de 2009) |
| ---------- | ---------- | ----------------------------- |
| Vétovo     | Ветово     | 4777                          |
| Glódzhevo  | Глоджево   | 3659                          |
| Krivnya    | Кривня     | 630                           |
| Pisanets   | Писанец    | 407                           |
| Sénovo     | Сеново     | 1580                          |
| Smirnenski | Смирненски | 2685                          |
| Total      |            | 13 738                        |